# 沙田茵餐廳
沙田茵餐廳（Shatin Inn Restaurant）是一家位於香港新界沙田嶺的舊式餐廳，開業近70年，於2024年9月結業。

## 歷史
1955年，沙田大酒店母公司代表向政府申請在大埔道七咪半設立一間士多和茶座，服務遊人和鄰近居民。政府以短期租約模式批出租用官地牌照，沙田茵於次年開業。沙田茵是一座單層平房，平房正門上有「SHATIN INN」藝術字樣，大麻石外牆裝潢，屋前有停車處。
1963年，沙田茵餐廳改由印尼歸僑家族主理，維持至今。餐廳主打印尼菜，菜式有即烤沙嗲、巴東牛肉、辣椰子雞、加多加多等等。餐廳從沒安裝空調，屋前設有半露天茶座。
20世紀中期，新界是旅遊勝地，遊人必經大埔公路到沙田、大埔一帶遊山玩水，位於公路旁的沙田茵餐廳便是其中一個中途休憩站，亦吸引不少電影明星到訪。1970年代起，沙田和大圍作現代化發展，沙田理民府考慮到沙田茵餐廳是少有保留「舊沙田」氛圍的地標，遂予以保留。近年，大埔公路改道和八號幹線落成，餐廳人流大減，幽靜環境亦大為改變。現時，沙田茵餐廳仍保留舊式陳設和遊玩設施，吸引不少喜愛舊香港情懷的人士到訪。

## 流行文化
- 《得運一條龍》（1964年）
- 《三喜奇緣》（1965年）
- 《狂戀詩》（1968年）
- 《阿郎的故事》（1989年）[8]
- 《暗花》（1998年）
- 《陽關道》（2018年）

## 外部連結
- Gwulo - Shatin Inn （页面存档备份，存于）